# Grupo ACS

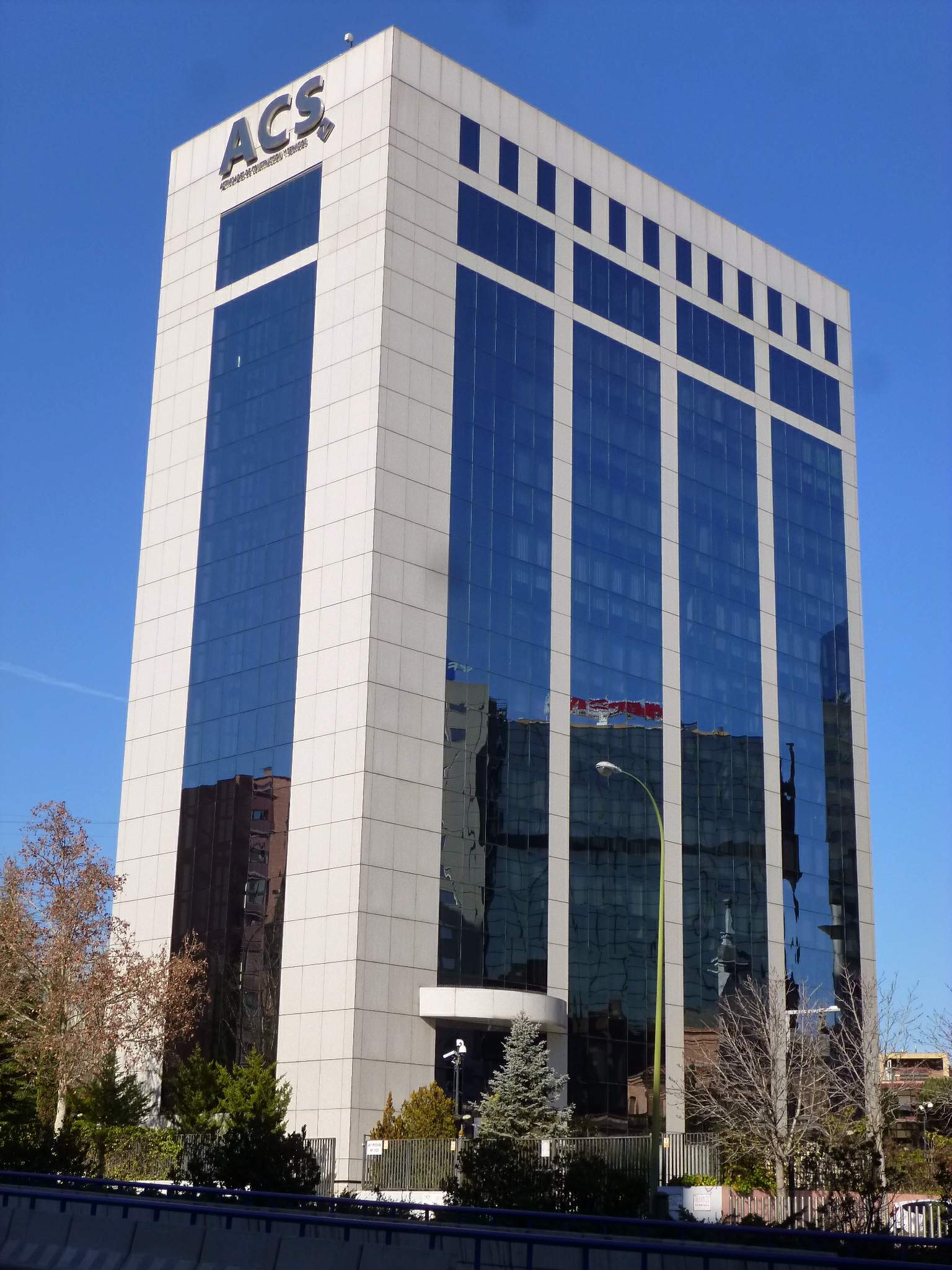
Hauptquartier von ACS in Madrid

Die Grupo ACS (Actividades de Construcción y Servicios, SA) ist ein börsennotierter spanischer Baukonzern mit Sitz in Madrid. ACS ist eines der größten Bauunternehmen in Europa.
Langjähriger Firmenpräsident ist Florentino Pérez. Er ist auch Präsident des Fußballklubs Real Madrid und neben der Familie March, Alberto Alcocer und Alberto Cortina Hauptaktionär der Gesellschaft.

## Geschichte
Das Unternehmen wurde 1983 gegründet, als ein Ingenieurteam die Construcciones Padrós SA erwarb, ein Bauunternehmen, das sich in finanziellen Schwierigkeiten befand. 1993 erwarb das Unternehmen eine Mehrheitsbeteiligung an Cobra SA, einem Dienstleistungsunternehmen, und fusionierte mit OCISA SA zu OCP Construcciones.
ACS wurde 1997 durch die Fusion der Firmen OCP Construcciones und Ginés Navarro Construcciones gegründet. 1999 wurde das Umweltunternehmen Onyx SCL gekauft und 2000 Beteiligungen an den Telekommunikationsunternehmen Xfera und Broadnet. Dann wurden die Dragados SA übernommen, ein großer Vertragspartner, der während des Zweiten Weltkriegs gegründet wurde, um den Hafen von Tarifa auszubaggern; seit 2003 wurden damit Erfahrungen in den Bereichen Wasserkraft und Bauingenieurwesen gewonnen.

### Übernahme von Hochtief
Im März 2007 verkaufte August von Finck junior an ACS 25,08 Prozent seiner Hochtief-Anteile für 72 Euro pro Aktie. Die Transaktion hatte damit ein Volumen von 1,264 Milliarden Euro.
ACS erwarb weitere Aktien und hielt bis September 2010 einen Anteil von 29,9 %. Am 16. September 2010 kündigte ACS ein öffentliches Übernahmeangebot für die restlichen Aktien in Form eines Tauschangebots zu acht ACS-Aktien für fünf Hochtief-Aktien an. Am 29. November wurde die Übernahme von Hochtief durch ACS von der BaFin genehmigt. Dieses Angebot wurde von Hochtief als Feindliche Übernahme bezeichnet. Am 4. Januar 2011 gab ACS bekannt, über 30 % der Aktien von Hochtief zu halten.
Am 17. Juni 2011 erklärte Hochtief in einer Pflichtmitteilung, dass der Stimmrechtsanteil von ACS einen Tag zuvor die Schwelle von 50 % überschritten habe. Später hielt ACS einen Anteil von 50,41 Prozent an Hochtief. Weiterer Aktionär war Atlantia S.p.A. mit 23,86 % (Stand November 2018). Im November 2023 hielt ACS 75,71 % der Hochtief-Aktien und damit eine Dreiviertelmehrheit.

## Großprojekte
ACS hat unter anderem an folgenden Großprojekten mitgearbeitet:
- Alqueva-Stausee, fertiggestellt: 2002[10]
- Palau de les Arts Reina Sofía, fertiggestellt: 2005[11]
- Torre Agbar, fertiggestellt: 2005[12]
- Torre de Cristal, fertiggestellt: 2008[13]
- Torre Espacio, fertiggestellt: 2008[14]
- Torre Repsol, fertiggestellt: 2008[15]
- Schnellfahrstrecke Perpignan–Figueres, fertiggestellt: 2009[16]
- Portugues-Stausee (spanisch: Represa Portugués) in Ponce (Puerto Rico), Fertigstellung: 2013[17]
- Hafenausbau in Tazacorte, begonnen 2008
- Queensferry Crossing, Fertigstellung 2017

## Eigentümerstruktur
Per Ende 2023 sind folgende Anteilseigner mit mehr als 5 % Anteilen im Geschäftsbericht genannt:
- Florentino Perez (14,16 %)
- Societé Generale (6,58 %)
- Blackrock (5,97 %)
- Alberto Cortina / Alberto Alcocer (5,19 %)

Die restlichen knapp 70 % befinden sich folglich im Freefloat.

## Bedeutende Beteiligungen
ACS ist an folgenden Unternehmen beteiligt:
- Dragados
- Hochtief 75,71 %